# Little Miss Obvious
Little Miss Obvious — перший сингл шведського хардкор-гурту Her Bright Skies з другого студійного альбому Causing a Scene. Сингл було видано 20 листопада 2010 року під лейблом Panic&Action. Наприкінці 2010 року гурт презентував офіційний відеокліп до пісні, який зібрав 735 тисяч переглядів та 9338 лайків на сайті Youtube.

## Список композицій
1. NEW Little Miss Obvious (Sample) (0:27)
2. Heartbreaker (3:24)
3. Sold Our Souls (To Rock & Roll) (3:57)
4. Causing A Scene (Album Sample) (3:29)
5. Woh oh, woh oh oh (I know) (3:17)